# Moexipril
Il  moexipril cloridrato è un principio attivo di indicazione specifica contro l'ipertensione.

## Indicazioni
È utilizzato come medicinale in cardiologia contro l'ipertensione.

## Controindicazioni
Sconsigliato in persone che usano diuretici, e la funzionalità epatica dovrebbe essere controllata durante la somministrazione del farmaco.

## Dosaggi
- Ipertensione, 7,5 mg al giorno (dose massima 30 mg al giorno)

## Farmacodinamica
Gli ace-inibitori, agiscono inibendo l'enzima di conversione dell'angiotensina I alla forma II.

## Effetti indesiderati
Alcuni degli effetti indesiderati sono angioedema, cefalea, dispepsia, leucopenia, vertigini, nausea, diarrea, vomito, febbre, neutropenia, ipoglicemia, discrasia ematica, affaticamento, porpora, vasculiti, ipotensione, anemia, broncospasmo, rash, artralgia, dispnea, ansia, dolore toracico, confusione, vampate, tinnito, sudorazione, angina pectoris, sincope, infarto miocardico acuto.